# ألبرتو لوبيز (لاعب كرة سلة)
ألبرتو لوبيز (بالإسبانية: Alberto López) (1 نوفمبر 1929 - 20 مارس 2003) هو مدرب كرة سلة ولاعب كرة سلة أرجنتيني في مركز الوسط، شارك في الألعاب الأولمبية الصيفية 1952 ودورة الألعاب الأمريكية 1955 وبطولة كأس العالم لكرة السلة 1950 ودورة الألعاب الأمريكية 1951.

## وصلات خارجية
- ألبرتو لوبيز على موقع الاتحاد الدولي لكرة السلة (الإنجليزية)
- ألبرتو لوبيز على موقع سبورتس رفرنس (الإنجليزية)
- ألبرتو لوبيز على موقع أوليمبيديا (الإنجليزية)